# Ty Harrelson
Ty Gary Harrelson (Houston, Texas, 22 de septiembre de 1980) es un exjugador y entrenador de baloncesto estadounidense con nacionalidad australiana que actualmente dirige al ratiopharm Ulm de la BBL. Mide 1,93 metros de altura, y jugaba tanto en la posición de base como en la de escolta. 

## Carrera

### Como jugador
Después de dejar la universidad, Harrelson realizó la pretemporada en Italia con el FuturVirtus Castelmaggiore, pero disputaría con Fresno Heat Wave de la ABA las temporadas 2003-04 y 2004-05.
En 2005, Harrelson se unió al equipo alemán del TV Langen de la 2. Basketball Bundesliga.
En las temporadas 2006-07 y 2007-08, jugó para BBC Bayreuth en la 2. Basketball Bundesliga.
En la temporada 2008-09, Harrelson se unió al equipo finlandés del Kataja. Después de cuatro partidos, se unió al equipo húngaro Falco KC Szombathely. Dejó Falco en noviembre de 2008 después de cuatro partidos.
En la temporada 2009-10, Harrelson regresó a Alemania para jugar en el Giro-Live Ballers Osnabrück.
En diciembre de 2010, Harrelson firmó con los Cockburn Cougars de la State Basketball League (SBL) en Australia. Fue incluido en el SBL All-Star Five para la temporada 2011.
En diciembre de 2011, Harrelson firmó con los Goldfields Giants para la temporada 2012 de la SBL. Desempeñó una doble función de jugador y entrenador asistente. Fue incluido en el SBL All-Star Five por segundo año consecutivo.
En octubre de 2012, Harrelson firmó un contrato de tres años con los South West Slammers para ser jugador-entrenador. Fue incluido en el SBL All-Star Five por tercer año consecutivo en 2013. 
En octubre de 2014, se comprometió con los Slammers para la temporada 2015 después de rechazar una oferta de los Goldfields Giants. Guio a los Slammers a la Gran Final de la SBL 2015, donde fueron derrotados 105–75 por los Joondalup Wolves.
En julio de 2017, Harrelson jugó tres juegos con los Slammers.
En abril de 2022, Harrelson jugó tres partidos con TV Langen.

### Como entrenador
El 11 de julio de 2015, Harrelson fue contratado como entrenadordel programa de baloncesto masculino de la Universidad de Wayland Baptist, en cuya etapa se había formado como jugador. Bajo su dirección, el equipo llegó cuatro veces al torneo nacional NAIA. 
En diciembre de 2021, Harrelson fue nombrado entrenador del TV Langen de la Liga Regional Alemana.
El 1 de junio de 2022, Harrelson fue nombrado entrenador del SC Rasta Vechta de la ProA, la segunda división alemana. En junio de 2023, llevó a Vechta a ganar el campeonato  y el equipo consiguió el ascenso a la primera división alemana, la Basketball Bundesliga.
Como recién llegado a la liga en la temporada 2023-24, Harrelson y su equipo de SC Rasta Vechta alcanzaron los cuartos de final de los play-offs. 
En junio de 2024, firma por el ratiopharm Ulm de la BBL.